# Municipio de Humphrey
El municipio de Humphrey (en inglés: Humphrey Township) es un municipio ubicado en el condado de Platte en el estado estadounidense de Nebraska. En el año 2010 tenía una población de 387 habitantes y una densidad poblacional de 4,15 personas por km².

## Geografía
El municipio de Humphrey se encuentra ubicado en las coordenadas 41°41′34″N 97°25′00″O / 41.69278, -97.41667. Según la Oficina del Censo de los Estados Unidos, el municipio tiene una superficie total de 93.17 km², de la cual 92,89 km² corresponden a tierra firme y (0,3 %) 0,28 km² es agua.

## Demografía
Según el censo de 2010, había 387 personas residiendo en el municipio de Humphrey. La densidad de población era de 4,15 hab./km². De los 387 habitantes, el municipio de Humphrey estaba compuesto por el 100 % blancos. Del total de la población el 0,26 % eran hispanos o latinos de cualquier raza.